# Triassic World
Série
Triassic Hunt
(2021)
Pour plus de détails, voir Fiche technique et Distribution.
Triassic World est un film d'horreur américain de 2018 réalisé par Dylan Vox. Le film a été produit par The Asylum pour Syfy.

## Synopsis
À Los Angeles, la société Triassic Corporation cultive des parties d’organes basées sur les codes génétiques du dinosaure prédateur Gojirasaurus, disparu depuis longtemps. La directrice générale, le Dr. Marisa Martinelli, a trouvé un investisseur potentiel en la personne de Steven Hagen. Avec son employée Bridget, elle lui propose une visite guidée de l’entreprise. Hagen accepte de se joindre à l’entreprise en tant qu’investisseur si les objectifs de recherche visent à créer l’immortalité artificielle.
Pendant la visite, l’un des dinosaures prédateurs s’échappe et attaque les employés. L’agent de sécurité Keegan Pope, qui tente de calmer le dinosaure, ne parvient qu’à se sauver dans un ascenseur. Malheureusement pour lui, le lézard pénètre également dans l’ascenseur, décapite Pope et se trouve au rez-de-chaussée, face à face avec le Dr Martinelli, son employée Diana et l’investisseur, qui étaient sur le point d’utiliser l’ascenseur. Le dinosaure attaque Hagen à l’épaule, mais les humains parviennent à s’échapper. Ils parviennent à entrer dans le refuge, où les deux chercheurs Eva Nieves et le Dr Charles Ovidio, ainsi que le chef des gardes de sécurité Thomas Adkins et son collègue Smith, cherchent déjà refuge. Ce dernier avait également été grièvement blessé par le dinosaure peu de temps auparavant, tandis que ses collègues Adam et Hyde avaient été tués.
L’évasion du dinosaure déclenche le niveau d’alerte 4. En quelques minutes, un gaz est introduit dans le bâtiment et y tue toute vie. Le groupe parvient à établir un contact avec l’agent de police Lustig, qui semble rester inactif. La morsure du dinosaure et le délire qui en résulte incitent Hagen à tenter d’assassiner Bridget et à chasser tous les autres survivants du refuge sous la menace. Le groupe se sépare. Smith commence également à avoir des hallucinations de fièvre, mais il est tué par un dinosaure avant de nuire au groupe de la même manière que Hagen. Eva et Charles sont sur le point de sécuriser les couloirs lorsque le Gojirasaurus attaque Eva et la tue. La mort de sa petite amie incite Charles à tuer l’animal avec une perceuse. La mère du dinosaure apparaît peu de temps après et se venge.
Diana découvre bientôt que Marisa a fait implanter des protéines humaines dans les dinosaures pour leur donner un système immunitaire aussi bon que les humains. Cependant, les dinosaures ont été infectés par un virus, transmissible à l’homme par le sang ou les morsures, et provoquant de la fièvre. Marisa tente de se débarrasser de Diana, qui en sait trop, mais elle tombe dans son propre piège et est confrontée à une meute de dinosaures Gojirasaurus qui l’attaquent. De retour au refuge, il devient clair que seuls Diana, Bridget et Thomas sont encore en vie : Hagen est mort de sa blessure par morsure. Afin de trouver une issue, Diana et Thomas décident de retourner hors du refuge. Hagen ressuscite comme une sorte de zombie et tente à nouveau de tuer Bridget. Cependant, elle parvient à éliminer son adversaire.
Alors que le gaz éclate maintenant, les trois tentent d’atteindre l’entrée principale. Soudain, la meute de dinosaures Gojirasaurus apparaît et tombe sur les humains. Seule Diana parvient à survivre grâce à un masque qui la protège du gaz. Les renforts demandés par l’officier de police Lustig ne peuvent que récupérer les corps des autres.

## Distribution
- Shellie Sterling : Diana
- Hayley J. Williams : Dr. Marisa Martinelli
- Joseph Michael Harris : Thomas Adkins
- Jennifer Levinson : Bridget
- Thomas Steven Varga : Smith
- Joel Berti : Steven Hagen
- Marc Gottlieb : Adam
- Korbin Miles : Hyde
- Jermain Hollman : Officier de police Lustig
- Paulina Laurant : Eva Nieves
- Greg Furman : Dr. Charles Ovidio
- Darrin Hickok : Keegan Pope
- Ana Florit : A. I. (voix)

## Contexte
Le film est un mockbuster de Jurassic World: Fallen Kingdom qui est sorti trois jours plus tôt, le 19 juin 2018 sur Syfy. En 2021, le film a une suite avec Triassic Hunt.
Le titre du film fait référence au Trias. La seule espèce de dinosaure qui apparaît dans le film est le Gojirasaurus, qui vivait au Trias supérieur. Contrairement aux reconstructions scientifiques d’aujourd’hui, le Gojirasaurus est représenté beaucoup plus trapu et avec des bras très courts et deux doigts. Il ressemble donc plus à un tyrannosaure miniature. Il tire son nom du lézard monstrueux japonais fictif Godzilla, qui a apporté la destruction et la mort à l’humanité dans plus de 20 films.

## Accueil

### Réception critique
Filmdienst juge que « Les ambitions de la société de cinéma à bon marché The Asylum, en essayant de s’attaquer au blockbuster Jurassic World: The Fallen Kingdom, sont épuisées par des scènes d’évasion récurrentes et des détails sanglants. Avec des effets relativement passables, le film est au moins capable de divertir les fans de déchets de manière tolérable. »
Cinema déplore « Une maigre intrigue, des dialogues tendus, des effets spéciaux bon marché et beaucoup de faux sang - un mockbuster tout droit sorti d’un livre d’images d’horreur de pacotille. Retour à la cage avec les dinosaures poubelles ! »
Sur Rotten Tomatoes, le film a une note d’audience positive de seulement 25% avec moins de 50 critiques. Dans l’Internet Movie Database, le film obtient 3,2 étoiles sur 10 avec plus de 500 notes. Cela en fait l’un des films les mieux notés de The Asylum.